# Волянская, Инна Витальевна
Инна Витальевна Волянская (5 июля 1965, Москва — 29 января 2025, Вашингтон) — советская и российская фигуристка, выступавшая в парном катании, тренер по фигурному катанию. Бронзовый призер чемпионата СССР в парном катании. Выступала в паре с Валерием Спиридоновым. Мастер спорта СССР международного класса.

## Биография
Окончила Московский государственный университет физической культуры.
В разное время фигуристка тренировалась у Татьяны Тарасовой, Галины Орловой и Георгия Проскурина.
В паре с Валерием Спиридоновым становилась бронзовым призером чемпионата СССР 1980 года, побеждала на Спартакиаде народов СССР (1982) и Кубке СССР 1980 года, была победителем и призёром на международных турнирах в составе сборной СССР.
Представляла спортивное общество «Труд». Снялась в фильмах-спектаклях «Все звёзды» и «Танго-танго». После завершения спортивной карьеры выступала в ледовом театре Татьяны Тарасовой.
В 1990-х годах уехала в США. В 2002 году начала тренерскую карьеру. Работала тренером в клубе Ashburn Ice House в штате Вирджиния.
Погибла в авиакатастрофе в результате столкновения над Вашингтоном 29 января 2025 года.